# Святий Хома (острів)
Святий Хома (болг. Свети Тома), або Зміїний острів (болг. Змийски остров)  — болгарський острів у Чорному морі на відстані 15 км на південь від Созополя та на відстані 36 км від Бургаса. Його площа — 0,012 км².
Острів отримав назву Святий Хома від каплиці Святого Фоми, яка тут колись була. Інша назва, Зміїний, походить від численних сірих вужів, які його населяють і харчуються рибою. З 1962 року острів є частиною природного заповідника Ропотамо, Приморсько. Він лежить на відстані 0,2 морської милі на південний схід від мису Хумата в затоці Аркутіно.
Це єдине місце в Болгарії, де ростуть кактуси роду Опунція (Opuntia), привезені з Братислави, Словаччина і посаджені тут за наказом царя Бориса III в 1933 році. З тих пір вони покривають більшу частину острова, що робить його важкопрохідним. Особливо красиві вони в червні, коли цвітуть великими жовтими квітами, а їхні їстівні плоди розміром зі сливу дозрівають у серпні-вересні.

## Галерея

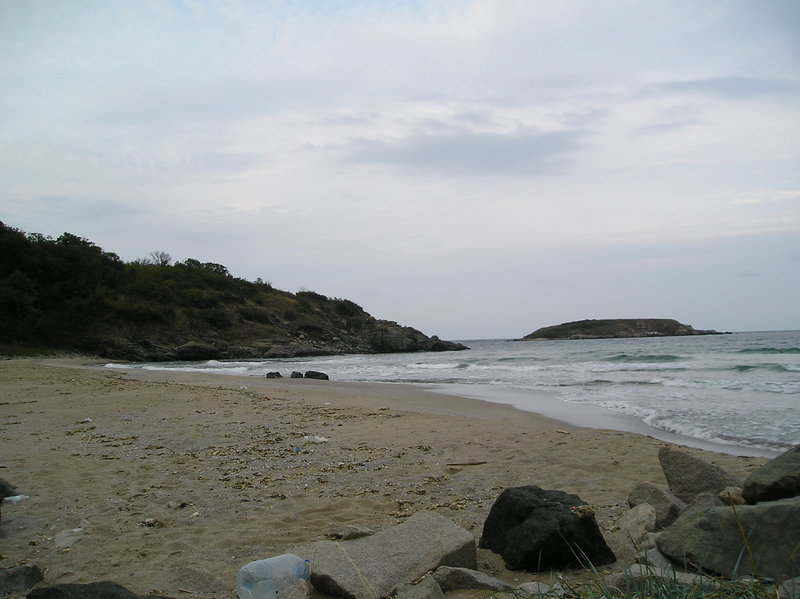
Острів Святий Хома з Аркутіно
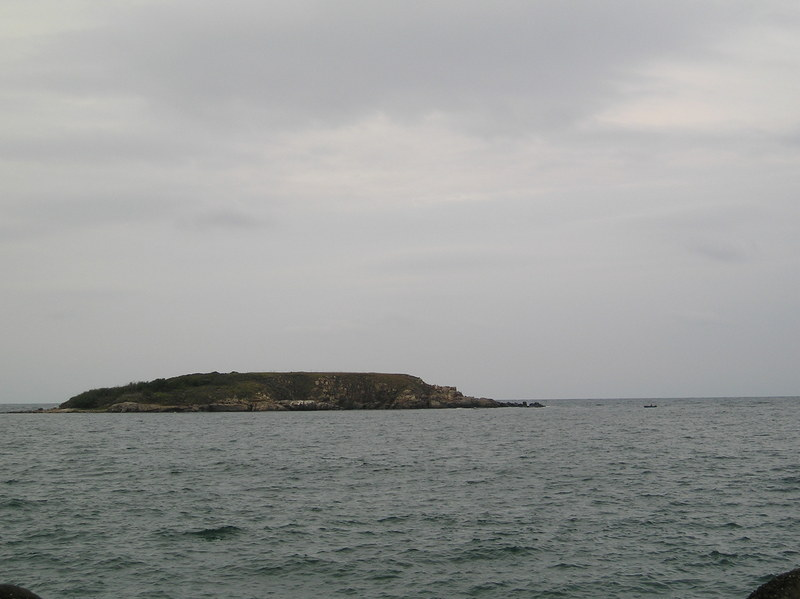
Острів Святий Хома
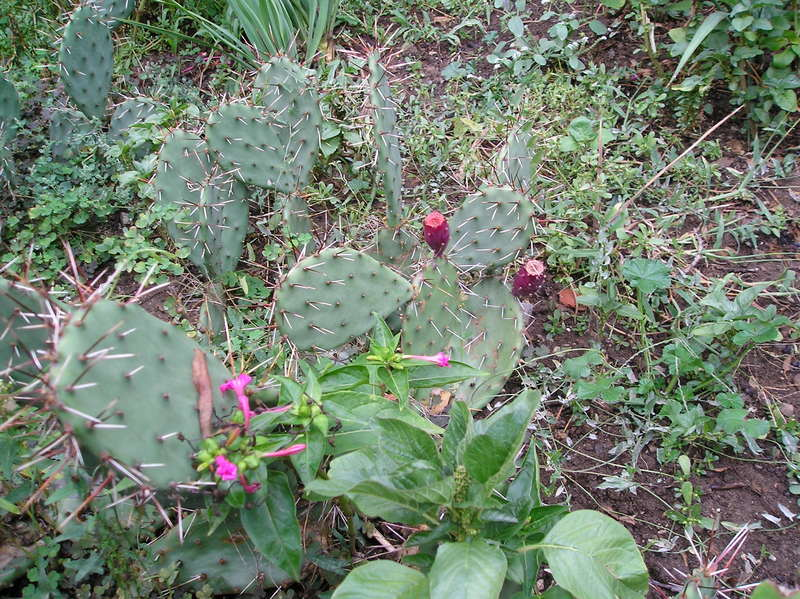
Дикі кактуси